# Copa da França de Futebol de 2020–21
A Copa da França de Futebol de 2020–21 foi a 104ª edição dessa competição francesa de futebol organizada pela FFF. Teve como campeão PSG que ganhou seu 14° Título.